# Canthium umbelligerum
Canthium umbelligerum är en måreväxtart som beskrevs av Friedrich Anton Wilhelm Miquel. Canthium umbelligerum ingår i släktet Canthium och familjen måreväxter. Inga underarter finns listade i Catalogue of Life.